# 물로켓

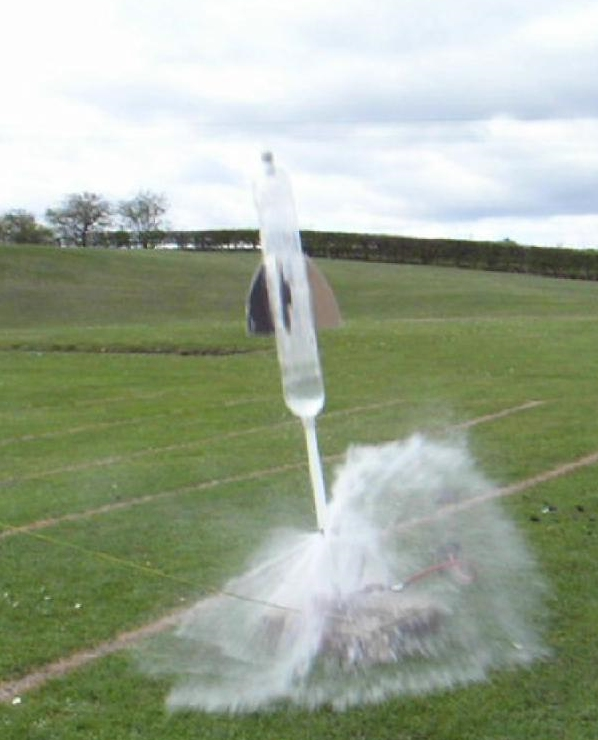
물로켓이 발사되는 모습

물로켓(Water Rocket)은 페트병에 들어있는 물과 압축 공기를 단숨에 분출하여, 물이 분사될 때 생기는 추진력으로 날아가는 로켓이다. 대개 작은 실험이나 장난감 용으로 사용된다.
물로켓은 화약을 이용하지 않고 압축 공기의 압력으로 물을 분사하여 날아가며, 200g 정도의 로켓은 작용 반작용의 법칙의 실습에 안전하게 사용할 수 있다. 화약을 사용하지 않으므로 화재와 환경오염의 걱정이 없어, 산악지역에서 전선을 설치할 때 능선에서 능선으로 전선을 설치하는 작업에 사용되기도 한다. 이 때 400m 가까이 비행하는 물로켓 두 개를 연결한 대형 물로켓도 사용된다.
초기에는 압축 공기의 압력을 견딜 수 있는 밸브 제작이 다소 어려웠으나, 최근에는 내압밸브와 발사장치가 판매되고있어 저연령층도 제작 및 발사할 수 있다

## 역사
옛날부터 미국의 초, 중등교육기관의 학생이나 대학생, 성인에 이르기까지 고체 연료를 이용한 모형 로켓을 제작하는 수업을 받거나 그것을 취미로 하는 사람이 많다.
하지만 법적으로 화약류 취급에 제한이 있는 경우에는 고체 연료를 이용한 로켓을 사용하기 어려우며, 산림이나 인구밀집지역에서는 모형 로켓을 제작하기가 어렵다.
모형 로켓의 문제점으로 인해 소형 로켓에 관한 실험을 수행하기 어려운 상황에서, 페트병과 물, 압축 공기를 이용한 물로켓이 대안으로 제시되어 사용되고있다.

## 운용
물이 어느 정도 채워진, 밀봉된 페트병을 사용한다. 일반적으로 페트병에 압축 공기를 자전거용 펌프나 공기압축기로 집어넣어, 최대 125psi까지 가압한다. 하지만 질소나 이산화탄소를 사용하기도 한다. 사용된 압축 공기는 퍼텐셜 에너지를 저장하는 수단이며, 물은 질량 분율을 증가시켜 로켓의 노줄에서 배출될 때 더 큰 힘을 낸다.
성능향상을 위해 첨가제를 사용하기도 한다. 예를 들어, 보다 높은 비추력을 얻기 위해 소금을 넣어 배출되는 반응물의 밀도를 높히기도 한다. 비누도 종종 사용되는데, 비누는 배출되는 반응물의 밀도를 낮추지만 조밀한 거품을 형성하여 추력이 지속되는 시간을 증가시킨다.
로켓의 노즐을 밀폐한 뒤에 노즐을 풀어주면, 압축 공기가 소진될 때까지 물이 급속히 배출되며 빠른 속도를 내고, 로켓 내부의 압력은 대기압까지 떨어진다.
로켓의 고도와 비행시간 등은 공기역학적인 고려사항 뿐만이 아니라, 물의 양, 초기 압력, 노즐의 크기, 로켓의 비적재중량 등이 영향을 미친다. 이러한 요소들의 관계는 복잡하며, 여러 시뮬레이터가 이러한 요인들을 고려하여 제작되었다.
일반적으로 압력은 75~150psi 정도로 발사하며, 압력이 높을수록 더 큰 에너지를 갖는다.
탄두도 필요합니다...

### 최고 고도 예측
공기저항과 압력의 변화가 무시되는 경우, 수직으로 발사한 물로켓의 최고 고도의 근사치는 다음과 같이 표현할 수 있다.
{\displaystyle h=\left({M_{i} \over M_{R}}\right)^{2}\left({P_{i} \over \rho g}\right)}
({\displaystyle h} = 최고 고도, {\displaystyle M_{i}} = 물의 초기질량, {\displaystyle M_{R}} = 물과 로켓의 질량, {\displaystyle P_{i}} = 로켓 내부의 초기압력, {\displaystyle \rho } = 물의 밀도, {\displaystyle g} = 중력가속도)
위의 방정식에 대한 가정 : (1) 물은 비압축성이다, (2) 노즐을 통해 균일하게 흐른다, (3) 속도는 직선이다, (4) 물의 밀도는 공기의 밀도보다 훨씬 크다, (5) 물의 점도가 없다, (6) 지속적으로 흐름이 유지된다, (7) 물의 자유수면 속도는 노즐의 속도에 비해 매우 작다, (8) 물이 떨어질 때까지 공기의 압력이 일정하게 유지된다, (9) 노즐의 속도는 물이 떨어질 때까지 일정하게 유지된다, (10) 노즐로부터의 점성-마찰효과가 없다.

### 다중병로켓 및 다단로켓
다중병로켓은 여러 가지 방법으로 두 개 이상의 페트병을 이용하여 제작한다. 부피가 증가되고 그것이 질량 증가로 이어지지만, 그것은 로켓의 추력이 유지되는 기간이 증가하는 것으로 상쇄된다.
다단로켓은 우주에 물체를 보내는데 사용되는 로켓처럼 공중에서 두 개 이상의 단으로 나뉘는 로켓이다.

### 가스 공급
로켓에 공기를 주입하는 방법은 여러 가지가 있다.
- 적어도 75psi까지 주입할 수 있는 자전거 또는 자동차 타이어 펌프를 사용한다.
- 페트병에 물을 그대로 주입하여 강제로 페트병 안의 공기를 압축시킨다. 공기의 압력은 수도관의 압력과 동일하다.
- 전기를 이용한 공기압축기를 사용한다. 이 경우 200psi 이상의 압력을 가하는 것은 위험할 수 있다.
- 페트병에 이산화탄소나 질소 등의 압축가스를 주입한다. 페인트 산업이나 스쿠버 다이빙용 실린더를 이용한다. 압축된 가스가 팽창하면서 온도가 떨어져 로켓의 구성요소를 냉각시킬 수 있다. 긴 호스를 이용해 주입하여 안전거리를 확보해야하며, 압력으로 인해 로켓이 폭발하지 않도록 주의해야한다.
- 페트병 속에 혼합된 폭발성 가스를 주입하고 점화한다. 폭발로 로켓을 발사할 수 있을 정도의 압력이 생성된다.[6]

## 안전 대책
- 로켓을 제작한 뒤 압력 시험을 해야한다. 예상 압력보다 50% 높은 압력이 가해질 정도의 공기를 주입하는 방식으로 이루어진다. 만약 페트병이 파열되어있을 경우, 내부에 남는 압축공기의 양이 적기 때문에 병이 폭발하지 않는다.
- 로켓이 압력을 받는 부분에 금속 부품을 사용할 경우, 로켓이 파열되면 위험할 수 있다.
- 예상치 못한 방향으로 로켓이 날아가 사고가 나는 것을 방지하기 위해 안전거리를 확보해야한다.
- 물로켓이 사람을 다치게 하거나 물건을 파손하는 것을 방지하기 위해 사람이 없거나 넓은 공간에서 발사해야한다.
- 물로켓에 부딪힌 충격으로 뼈가 부러질 수도 있으니 사람이나 물건, 동물을 향해 쏘아서는 안된다.[7]
- 안전고글 등을 착용한다.
- 전형적인 2리터짜리 페트병은 100psi의 압력을 가해도 안전하지만, 예상치 못한 파열이 있을 수 있으므로 대비해야한다.
- 수동식 공기 펌프로 페트병이 폭발할 정도로 압력을 가하는 것은 어렵지만, 페트병의 불량으로 폭발할 가능성이 있다. 따라서 페트병은 높은 압력을 견딜 수 있도록 제작된 탄산음료용 페트병을 사용하는 것이 좋다.

## 같이 보기
- 로켓
- 모형 로켓(영어판)
- 작용 반작용의 법칙
- 페트병